# NGC 3125
NGC 3125 (другие обозначения — ESO 435-41, MCG -5-24-22, AM 1004-294, TOL 3, IRAS10042-2941, PGC 29366) — эллиптическая галактика (E) в созвездии Насос.
Этот объект входит в число перечисленных в оригинальной редакции «Нового общего каталога».
Галактика NGC 3125 входит в состав группы галактик NGC 3175. Помимо NGC 3125 в группу также входят NGC 3113, NGC 3137, NGC 3175 и ESO 499-37.